# Hoplia iridescens
Hoplia iridescens är en skalbaggsart som beskrevs av Zeng 1986. Hoplia iridescens ingår i släktet Hoplia och familjen Melolonthidae. Inga underarter finns listade i Catalogue of Life.